# Tirane, 2300AD
Tirane (Alpha Centauri A I) es uno de los mundos ficticios existentes en el universo del juego de rol 2300 AD. 
El primer mundo saliendo del Sistema Solar, Tirane es en gran medida el planeta colonial más importante en solitario. La más vieja de las colonias, Tirane es el centro de comercio virtualmente para todas las otras colonias y puestos de avanzada.

## Sistema Estelar
El juego describe una versión ficticia del sistema Alpha Centauri, el cual tiene tres estrellas: Alpha Centauri A, Alpha Centauri B (la cual orbita alrededor de Alpha Centauri A en un periodo de unos 79 años), y Próxima Centauri (la cual orbita alrededor del sistema binario Alpha Centauri A/B a unas 10,000 UA). En el juego, este complejo sistema de estrellas tiene igualmente una compleja familia de planetas.

### Alpha Centauri A
Alpha Centauri A posee tres mundos en órbita alrededor de ella, uno de ellos es Tirane, el primer mundo alcanzado por la humanidad en su viaje a través de las estrellas. La Estrella es en sí misma una G2V con una masa, radio y luminosidad casi idéntica al Sol. Tirane ocupa la primera órbita, dentro de la zona de vida de la estrella. Posee dos satélites: la pequeña bola de hielo Esa y la más distante es la roca luna Europos. La segunda órbita contiene al pequeño mundo desértico de Oikemenos de apenas unos 5,000km de diámetro. La órbita final alrededor de Alpha Centauri A es ocupado por el mundo muerto de Neuerde de unos 6,000km de diámetro.

### Alpha Centauri B
Alpha Centauri B orbita alrededor de Alpha Centauri A a una distancia que varía de entre 11 a 35 UA. Esta segunda estrella en el sistema es una K0V, similar en tamaño y masa al Sol pero con una luminosidad menor a la mitad. Alpha Centauri B es orbitada por seis mundos, el más cercano es Sheol, un invernáculo con rotación y traslación sincronizadas permanentemente con la estrella. La segunda órbita contiene a Hades, un pequeño mundo rocoso demasiado caliente para ser de utilidad. Limbes, el planeta en la tercera órbita, fue habitable hace unos 800 millones de años atrás, pero se volvió víctima de un creciente efecto invernadero. Los dos siguientes mundos son Enfer y Vorholle, ambos son mundos muertos de aproximadamente 10,000km de diámetro. La órbita final es Purgatoire, una congelada bola de hielo en el límite de la familia de planetas de Alpha Centauri B.

### Baricentro Alpha Centauri A/B
Las dos estrellas en conjunto están orbitadas por otros nueve mundos, haciendo un total de 18 mundos (más sus respectivos satélites y planetoides) en el sistema Alpha Centauri A/B. El primero Gallia, orbita a 106 UA y es un gran gigante gaseoso. A 115 UA orbita alrededor de Britannia un pequeño mundo de hielo que no obstante tiene tres satélites: Caledonia, Ordovicia and Siluria. Más allá se encuentran Italia, un gran mundo muerto, y Germania, una pequeña bola de hielo. Finalmente, a 411 y 710 UA respectivamente están Hispania y Lusitania, dos pequeños mundos muertos demasiado alejados de las estrellas del sistema como para disfrutar de su radiación. 

### Próxima Centauri
Próxima Centauri es una pequeña estrella M5V la cual orbita alrededor del sistema A/B a 10,000 UA. Próxima es orbitada por un solitario gigante gaseoso, Moiroi, y sus respecitvos satélites, Clotho, Lachesis y Atropos.

## Información Planetaria
El juego plantea que la mecánica orbital del sistema ha barrido supuestamente grandes regiones que se encuentran prácticamente limpias de planetesimales, y han perturbado enormemente las órbitas de los que permanecen. Todos los mundos del sistema A/B tiene evidencias de impactos de meteoritos (aunque la erosión ha borrado gran parte de estos en Tirane y en Limbes).

### Tirane
El planeta Tirane está basado en la Tierra, y es en su mayoría agua. Hay siete masas continentales y una infinidad de pequeñas islas, casi todas habitadas por los colonos. Cada forma terrestre encontrada en la Tierra tiene su análoga en Tirane, los dos mundos son muy similares ya que han experimentado un desarrollo planetario similar.
La biosfera de Tirane es una mezcla entre nativa y extraplanetaria. Las primeras introducciones fueron de la Tierra, pero algunos otros mundos han contribuido con sus formas de vida. La bioquímica de Tirane es bastante similar a la de la Tierra, poco se tuvo que hacer para adaptar la vida terrestre al mundo. Esto fue una bendición y una maldición a la vez para los primeros colonos: ellos y su ganado podían comer las plantas y animales locales con problemas mínimos, pero la otra cara de la moneda también era una realidad. Un trabajo de investigación minucioso (la identificación de organismos causantes de enfermedades y la preparación apropiada de contramedidas) mantuvo los riesgos de enfermedades al mínimo. Todos los colonos y su ganado era inoculados antes de llegaran y un estricto procedimiento de cuarentena se tomaba desde el comienzo. Las grandes formas de vida de Tirane no presentaron un mayor problema, utilizando cercas y barreras naturales se mantuvo al equivalente local de los lobos alejado del ganado y a los herbívoros fuera de los sembrados.
Hubo algunos problemas, pero gracias a los diferentes esfuerzos de colonización se han ido integrando a la ecología local.
En adición a las estaciones normales causadas por la condición orbital y el ángulo de inclinación, el juego plantea la existencia de grandes estaciones causadas por la proximidad de Alpha Centauri B. La radiación de Alpha Centauri B no es significante en si (inclusive en su mayor acercamiento, la estrella compañera se acerca a un máximo de 11 UA), la suma de unos pocos grados es suficiente para cambiar las zonas climáticas del mundo. Las grandes estaciones duran 19.75 años.

### Limbes
Limbes es una antiguo mundo jardín esterelizado por un efecto invernadero fugaz, y solo es del interés científico y de algunos chiflados.
Una estación de investigación conjunta de la ESA se mantiene en órbita alrededor del mundo; sin embargo su personal se ha visto drásticamente reducido conforme los años han ido pasando, y también debido a que otros mundos más interesantes se han ido descubriendo. Después de un siglo de estudio, ninguna forma de vida sobreviviente ha sido detectada, pero la evidencia fósil indica que tuvo una biosfera rica hace unos 1,000 millones de años atrás. Alrededor de unos 1800 distintos géneros ha sido descrito, aunque la relación entre ellos es especulativa ya que la mayor parte de los restos son fragmentos (cerca de 800 millones de años han pasado desde que el último de ellos se encontraba vivo).
Un pequeño culto religioso Terrano sostiene que Limbes (el que ellos llaman Ramtha) tuvo una civilización interestelar la cual sembró con vida a la Tierra. El culto está recolectando fondos para una masiva expedición arqueológica para probar sus afirmaciones. Las organizaciones xenológicas convencionales desacreditan tales demandas (16 grupos exploratorios se han enviado a Limbes y no han podido descubrir ninguna evidencia que el mundo tenía vida inteligente, aún menos una capacidad interestelar). Los devotos de Ramtha argumentan que la actividad volcánica ha encubierto las evidencias de la civilización y creen que los últimos sobrevivientes del desastre planetario que azotó a Limbes yacen ahora en animación suspendida bajo la superficie, aguardando el momento apropiado para revelarse ellos mismos ante sus descendientes e iniciar una era dorada de claridad y paz universal. Sus detractores argumentan que los devotos de Ramtha han visto demasiadas películas "churro" de ciencia ficción.

### Sheol
Sheol es un invernáculo con los depósitos minerales bastante grandes, pero la atmósfera y el clima son particularmente ásperos, y hay depósitos más económicamente explotables de los mismos minerales en otra parte en el sistema. 
Un centro de investigación del INAP se mantiene en órbita alrededor de Sheol.

### Moiroi
El sistema de Próxima Centauri esta prácticamente deshabitado excepto por unas cuantas instalaciones científicas en las lunas de Moiroi (aprovechando la posibilidad de observar la primera estrella variable en un rango cercano), y una explotación minera coreana en Lachesis. 
La instalación más grande que queda es el antiguo observatorio francés en Clotho, el cual fue vendido a Brasil en 2254 y ahora sostiene a una quinta parte de su capacidad original de 1800 personas. Australia e Indonesia mantienen pequeñas estaciones científicas en Clotho y Atropos respectivamente (la antigua estación estadounidense en Atropos fue obsequiada a los indonesios en 2242).

## Historia Colonial
Tirane es un mundo jardín en el sistema Alpha Centauri y es el lugar donde están las colonias humanas más antiguas en el espacio (hay puestos de avanzada más antiguos, pero Tirane fue el lugar donde se tuvieron los primeros intentos de colonización en gran escala). Fue una enorme coincidencia el que Alpha Centauri tuviera un mundo similar a la Tierra, pero esta coincidencia estimuló la búsqueda de otros mundos similares. Con un sistema carente de un mundo apropiado para la habitación humana, el curso de la exploración interestelar pudo haber sido considerablemente muy diferente.

### Descubrimiento
La primera sonda interestelar fue un vehículo no tripulado, lanzado bajo el auspicio de la ESA) . La sonda dejó caer un paquete de instrumentos en Tirane, el cual incluía las banderas de las naciones miembros de la ESA. Sobre la base de esto, cuando los primeros datos sobre Tirane llegaron de regreso a la Tierra, las naciones miembros de la Agencia Espacial Europea (que en ese tiempo los miembros activos eran Francia, Baviera, Azania y el Reino Unido) anunciaron su descubrimiento y reclamaron el sistema en su totalidad para su colonización. En 2129 un grupo de investigación conjunta de la ESA fue hacia la órbita de Tirane y pasó los siguientes cuatro años estudiando al primer mundo fuera del sistema solar capaz de sostener la vida humana. El grupo aterrizó y plantó sus banderas, para reafirmar su ambiciosa colonización.
Muchas naciones inmediatamente mandaron protestas diplomáticas y empezaron a acelerar sus programas interestelares. 
Argentina (en compañía de México) mandó una sonda al sistema en 2138 para establecer su reclamación. Pronto sondas estadounidenses y japonesas les siguieron, pero ningún humano había puesto su pie en el mundo. Manchuria fue la única gran potencia que apoyó a la ESA, sin embargo muchas permanecieron neutrales (especialmente aquellas sin esperanzas de tener un programa de exploración espacial). 

### La Guerra de Alpha Centauri
La ESA empezó la construcción de una larga flota de transportes interestelares con vistas a la colonización (muchos de estos transportes fueron conversiones de cargueros interplanetarios). Otras naciones hicieron lo mismo, pero Argentina (con el apoyo de México) en su lugar construyó naves de guerra, y el resultado fue la guerra de Alpha Centauri.
La mayor parte de la guerra se llevó a cabo en el sistema Alpha Centauri: los buques de guerra argentinos contra las naves mercantes convertidas por parte de la ESA. Ambos lados no estaban seguros de como proceder en un conflicto interplanetario (menos en uno interestelar), y la guerra se caracterizó por grandes esperas mientras ambos bandos esperaban instrucciones de la Tierra. ningún lado pudo sacar una clara ventaja, pero ambos bandos estaban poco dispuestos de expandir el conflicto a la Tierra.

### Los Acuerdos de Melbourne
Cuando Australia se ofreció como mediador, los dos lados acordaron un cese al fuego, que se convirtió en armisticio. Después ambos lados se declararon victoriosos, y la guerra sigue siendo un tema delicado dentro de algunos círculos.
Los acuerdos de Melbourne no solo terminaron la guerra sino que también abrieron la posibilidad de asentamientos en Tirane a todas las naciones espaciales y establecieron un precedente para asentamientos libres el cual continua hoy en día (con algunas modificaciones). Las naciones de la ESA tenían una ventaja, como se observa, el presente demográfico de Tirane refleja esto. La mayoría de los 1,050 millones de habitantes del planeta son descendientes de los colonos de la ESA. 

### Colonización
Las dos lunas de Tirane fueron nombradas como la Agencía Espacial Europea (Esa) y el continente de Europa (Europos) y actualmente ellas solo contienen unos cuantos pequeños observatorios, instalaciones de investigación y faros navegacionales. Existen varias colonias orbitales y complejos industriales alrededor de Tirane, así como cuatro satélites armados de energía solar y numerosos satélites de comunicaciones y de uso terrestre.
En las últimas décadas, la presión demográfica en Tirane ha sido tal que una gran cantidad de la población se ha ido a asentarse a las colonias externas. Mientras que las áreas fronterizas de Tirane se han vuelto más civilizadas y las oportunidades de terreno se han ido agotando, crecientes números de colonos han emigrado de Tirane a otros mundos en busca de un nuevo comienzo, conseguir algo de terreno, y generalmente un escape de la presión de la vida civilizada (tales como los cobradores y vendedores a domicilio). En muchas maneras Tirane se ha vuelto una segunda Tierra.

## Colonias
Existen numerosas colonias individuales en Tirane, sin embargo, aunque Tirane se jacta de tener la mayor población de las colonias planetarias, sus 1,000 millones de habitantes están dispersos, la densidad demográfica a lo largo de los continentes de Tirane es escasa.

### Provence Nouveau
Ahora un departamento de la Francia metropolitana, Provence Nouveau es lugar donde se encuentran las instalaciones de construcción de naves espaciales más grande de Francia, la Universite d'Tirane, la extensa colección zoológica del IEX y el famoso Musee Xenologic. Sin rival, Provence Nouveau es la capital cultural de Tirane.

### Freihaven
La antigua colonia bávara de Garten no estaba dispuesta a formar parte de una Alemania reunificada y ahora es una nación independiente. Las relaciones con el resto de las colonias son mejores para ella, puesto que la tensión entre dos de las colonias más grandes de Tirane posiblemente habrían creado un conflicto mundial o fuertes problemas económicos. Freihaven esta fuertemente industrializada, sobresaliendo la fabricación de vehículos pesados y máquinas de herramientas para uso interno y exportación.

### Tundukubwa
Los azanianos tuvieron un esfuerzo inicial muy modesto. Junto con Provence Nouveau y Freihaven, Tundukubwa comparte el más grande de los siete continentes de Tirane. La colonia en sí misma está concentrada en su mayor parte en el complejo de su ciudad original, construida contra un cráter reciente (tundukubwa significa gran agujero). Las minas que fueron adjuntadas para operar en el hoyo del cráter hace tiempo que ya están fuera de servicio, pero el centro y las raíces de la colonia siguen estando ahí.

### New Albion
Los asentamientos británicos fueron intensos en la primera etapa de la colonización pero fueron disminuyendo a medida que otras "avenidas" se fueron abriendo. No obstante, para muchos británicos, la colonia en New Albion marco el resurgimiento de un imperio muerto por mucho y el orgullo relacionado con él. Ahora los ingleses tienen colonias planetarias a lo largo del Brazo Frances, pero New Albion es indiscutiblemente el "favorito nacional". Originalmente una colonia agrícola con industrialización ligera, New Albion es ahora un lugar de resurgimiento de la nobleza. Ahora es una nación independiente llamada Wellon.

### Tiranía
El asentamiento estadounidense en Tirane nunca fue intenso y fue conducida por corporaciones privadas. Como nota interesante, ninguna colonia estadounidense ha sido nombrada New America, pues este nombre les trae una mala connotación (refiere a un movimiento extremista a finales del siglo XX e inicios del siglo XXI). Tiranía está a punto de convertirse en lo que se llama una colonia fallida pues la población local ha estado en declive por una década o más.

### New Canberra
Los australianos recibieron garantías coloniales en Tirane como resultado de los Acuerdos de Melbourne y las reclamaron inmediatamente. La reclamación principal e la colonia australiana, New Canberra fue famosa porque en ella se llevó a cabo lo que comúnmente se conoce como "Primera y Media Guerra Interestelar" entre los equipos de investigación australianos y japoneses sobre un gran yacimiento de tantalio.

### Amaterasu
Por razones que nunca fueron completamente claras, los equipos de investigación japoneses de Amaterasu empezaron reclamaciones territoriales, que se solapaban con las de Australia. La situación se complicó por el descubrimiento de tantalio en el área disputada (llamada "La Franja de Duffer" por los australianos), y varias escaramuzas en pequeña escala fueron el resultado entre los equipos australianos y japoneses antes de que un satisfactorio asentamiento mutuo fuera negociado. La franja fue para los australianos, pero el tantalio podría ser extraído por una corporación conjunta australiana/japonesa.

### Provincia de Brasil
Brasil empezó a ser potencia espacial basándose en sus depósitos nativos de tantalio y compró tecnología estadounidense y francesa para construir naves. Su colonia en Tirane, Provincia de Brasil sigue siendo su logro de más orgullo.

### Tunghu
Manchuria nunca estuvo muy interesada en asentarse en Tirane, habiendo decidido explotar las otras posibilidades en la colonización interestelar. Sin embargo, Manchuria compró una pequeña área dentro de las reclamaciones bávaras (aproximadamente 300km²), para mantener contactos comerciales. El pequeño centro de comercio, Tunghu, es ahora una pujante metrópoli y un mercado libre de impuestos para mercancías provenientes de todo el espacio humano.

### Santa María
Después de la guerra, México y Argentina determinaron que una completa cooperación entre ellas era el único camino viable para permanecer en la carrera por las estrellas. Como resultado nació el Instituto Nacional de Astrónomia Práctica. Argentina y México arrendaron seis transportes coloniales para llevar colonos a Santa Maria, su colonia conjunta. Lamentablemente después de diversos desastres, los líderes políticos de Santa María decidieron amalgamar la colonia con la vecina y exitosa colonia australiana.